# Fundamentalistiska Jesu Kristi kyrka av sista dagars heliga
Den Fundamentalistiska Jesu Kristi kyrka av sista dagars heliga (engelska: Fundamentalist Church of Jesus Christ of Latter Day Saints), (FLDS), är den största amerikanska mormonsekten som praktiserar månggifte. Den uppskattas ha 7 000–10 000 medlemmar[källa behövs] som lever i tvillingstäderna Hildale och Colorado City (Short Creek) på varsin sida delstatsgränsen mellan Utah och Arizona.

## Historia
FLDS bröt sig på 1950-talet ur the Apostolic United Brethren sedan Rulon C. Allred ordinerats till ledare för denna kyrka. FLDS har letts av en rad ledare. Den första ledaren var John Y. Barlow, som startade samfundet i Short Creek, och ledde FLDS fram till sin död den 29 december 1949. Han efterträddes av Joseph White Musser, som var kyrkans ledare under det tillslag mot sekten 1953 där alla medlemmar i kyrkan greps.
Strax innan gryningen den 26 juli 1953 slog polis och nationalgarde till mot staden Short Creek. De ca 400 medlemmarna hade dock blivit tipsade om razzian och befann sig i skolhuset sjungandes hymner. Hela samfundet inklusive 263 barn häktades 150 av dessa barn återfördes inte till sina familjer förrän efter två år, och flera föräldrar återfick aldrig vårdnaden om sina barn Över 100 reportrar hade bjudits in att närvara vid räden för att observera, men räden väckte ändå mest negativa reaktioner i media. 1960 bytte Short Creek namn till Colorado City.
Musser ledde sekten fram till sin död 1954 och efterträddes av Charles Zitting som dock bara hann leda kyrkan i fyra månader innan han själv dog samma år.
Under Zittings efterträdare Leroy S. Johnsons ledning uppstod en schism inom FLDS. En grupp medlemmar inom FLDS ifrågasatte doktrinen om "one man-rule" av ledarskapet av kyrkan. “Was there ‘one man’ who ruled the PRIESTHOOD (and the ‘group’) or did the entire Priesthood Council preside?” var frågan man ställde sig. De anhängare som motsatte sig idén om en ensam ledare kom att bosätta sig strax söder om Colorado City, i Centennial Park, Arizona, och kallar sig för "The Work of Jesus Christ". När Johnsons dog 1986 kom "one man-rule" att genomföras fullt ut när Rulon Jeffs tillträdde som ensam ledare av FLDS.
När Rulon Jeffs tog makten, tillträdde han som profet, en titel som hans föregångare vägrat att använda. I slutet av Jeffs liv ledde hans dåliga hälsa till hans son Warren tjänstgjorde som ledare för kyrkan i hans ställe, och efter Rulons död i september 2002, blev Warren Jeffs ledare för FLDS.
Warren Jeff har fått kritik av medlemmar av rörelsen för att styra den alltför diktatoriskt. Äktenskap ingås efter uppenbarelser han säger sig ha haft. Jeffs förespråkar månggifte och resultatet är många kusinäktenskap och äktenskap mellan unga kvinnor och äldre män.
De män som riktat öppen kritik mot Warren har uteslutits ur kyrkan, fråntagits sina befattningar och ibland även sina fruar. En av dessa är Winston Blackmore, tidigare biskop i församlingen i Bountiful, Kanada. Avhopparen Carolyn Jessop har skrivit en självbiografi om sin tid i kyrkan.
FLDS högkvarter flyttades från Short Creek till YFZ-ranchen utanför staden Eldorado i Texas. Den 3 april 2008 genomförde myndigheterna med hjälp av tungt beväpnad polis, SWAT-trupper, krypskyttar, helikoptrar och ett M113 pansarfordon, en razzia mot YFZ-ranchen. De möttes dock inte av något beväpnat motstånd. Ranchen genomsöktes i jakt på bevis om övergrepp mot sektens barn och 400 barn omhändertogs av myndigheterna. Barnen återfördes senare till sina familjer efter utredning och DNA-tester. Vid razzian insamlades bevis som senare använts vid åtal mot tolv av medlemmarna varav åtta har fällts, däribland ledaren Warren Jeffs. Den 22 december 2008 kom en 21 sidor lång rapport om razzian där The Texas Department of Family and Protective Services konstaterade att tolv av flickorna blivit bortgifta i åldrarna 12 till 15 år och att sju av dessa hade ett eller fler barn och därmed var offer för sexuellt utnyttjande.
Omedelbart efter delstaten Utahs dom mot Warren Jeffs uppstod det stor uppmärksamhet i pressen om att Warren Jeffs avgått som ledare för FLDS. Hans advokater menar dock att Jeffs enbart avgick som ordförande för FLDS. I början på 2011 återbekräftade Jeffs sitt ledarskap av kyrkan och då FDLS inte utnämnt någon officiell efterträdare för Jeff är det inte känt vem som idag leder kyrkan.
Trots det snarlika namnet har sekten ingen officiell koppling till Jesu Kristi Kyrka av Sista Dagars Heliga. Gruppen är istället en av de utbrytargrupper som bildats efter att huvudkyrkan förbjöd polygami 1890.